# Thor: The Dark World
Thor: The Dark World är en amerikansk superhjältefilm från 2013, i regi av Alan Taylor. Filmen är en uppföljare till Thor och den åttonde delen i Marvel Cinematic Universe.

## Handling
Innan universum bildades regerade svartalferna, som bland annat hade en outsinlig förstörelsekraft kallad Etern. Odens far, Bor, stred mot svartalferna och lyckades besegra dem. Eftersom Etern inte gick att förstöra gömdes den.
I nutid ägnar Thor (Chris Hemsworth) och hans vänner tiden åt att försöka reparera de skador som Loke (Tom Hiddleston) åsamkat de nio världarna i och med händelserna i The Avengers. Det gör att han inte hinner besöka Jane Foster (Natalie Portman), som han träffade när han var på jorden. Foster försöker hitta spår efter Thor och stöter på ett underligt fenomen i London: portaler mellan världar. En av dem gör att hon hittar Etern. Thor lyckas till slut få tid att träffa Foster, och inser direkt att hon fått i sig något farligt, så han tar henne till Asgård.
De sista svartalferna, ledda av Malekith (Christopher Eccleston), väcks av en nära förestående konvergens mellan de nio världarna, vilket gör att de med Eterns hjälp kan utplåna universum och återskapa sitt sätt att leva. De lyckas smuggla in en av sina krigare i Asgårds fängelse och därefter anfalla världen. Thor försvarar framgångsrikt världen, men lyckas inte hindra Malekith från att döda hans mor, Frigg.
Thor övertalar sina vänner att de behöver föra bort Foster från Asgård. När Malekith försöker få ut Etern ur henne kan de övermanna honom och förstöra Etern, är planen. För att ta sig ut från Asgård i smyg tvingas de forma en allians med Loke, hur stor risk det än är att han förråder dem. Efter en strid lyckas Malekith dock försvinna med Etern. I kampen dör Loke.
Thor och Foster tar sig till jorden, för att stoppa Malekith, men konvergensen närmar sig och de behöver hitta den exakta platsen han kommer att befinna sig på.

## Rollista (i urval)
- Chris Hemsworth – Thor
- Natalie Portman – Jane Foster
- Tom Hiddleston – Loke
- Anthony Hopkins – Oden
- Christopher Eccleston – Malekith
- Idris Elba – Heimdall
- Adewale Akinnuoye-Agbaje – Algrim / Kurse
- Stellan Skarsgård – Dr. Erik Selvig
- Kat Dennings – Darcy Lewis
- Jaimie Alexander – Siv
- Ray Stevenson – Volstagg
- Zachary Levi – Fandral
- Tadanobu Asano – Hogun
- Rene Russo – Frigg
- Jonathan Howard – Ian Boothby
- Chris O'Dowd – Richard
- Alice Krige – Eir
- Tony Curran – Bor
- Clive Russell – Tyr
- Richard Brake – Kapten av Einhärjar
- Chris Evans – Steven "Steve" Rogers / Captain America (cameo)
- Ophelia Lovibond – Carina Walters (cameo)
- Benicio del Toro – Taneleer Tivan / The Collector (cameo)
- Stan Lee – Patient på sjukhus (cameo)

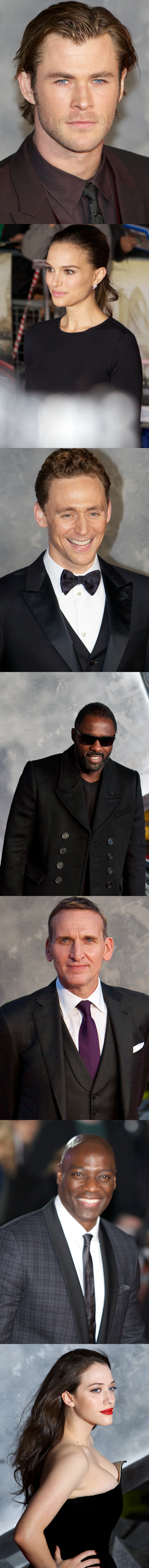
Chris Hemsworth, Natalie Portman, Tom Hiddleston, Idris Elba, Christopher Eccleston, Adewale Akinnuoye-Agbaje och Kat Dennings.

## Om filmen
Filmen är den åttonde delen och den andra delen i fas 2 av Marvel Cinematic Universe. Filmen följdes av Captain America: The Winter Soldier (2014). Thors nästa framträdande var i Avengers: Age of Ultron (2015).

## Produktion
Inspelningen varade från september till december 2012. Scener spelades in i London och Island. Under sommaren 2013 spelade studion in fler scener till filmen. Joss Whedon skrev om vissa delar av manuset under produktionen.
Scenen under eftertexterna var regisserad av James Gunn som även regisserade Guardians of the Galaxy (2014).